# Super Bowl XXXIII
Match précédent Match suivant
Le Super Bowl XXXIII est l'ultime partie de la saison 1998 de la NFL de football américain (NFL). Le match a eu lieu le 31 janvier 1999 au Pro Player Stadium de Miami, Floride où sont domiciliés les Dolphins de Miami.
Cher a chanté l'hymne national américain.
Gloria Estefan et Stevie Wonder ont animé le show de la mi-temps.
Les Broncos de Denver ont remporté leur deuxième trophée Vince Lombardi en s'imposant 34-19 face aux Falcons d'Atlanta.
John Elway a été nommé meilleur joueur du match avec un total de 336 yards par la voie des airs et d'un touchdown marqué, à 38 ans il est alors le plus vieux joueur à obtenir le titre de MVP au Super Bowl.

## Déroulement du match
| Score             | Q1 | Q2 | Q3 | Q4 | Total |
| Broncos de Denver | 7  | 10 | 0  | 17 | 34    |
| Falcons d'Atlanta | 3  | 3  | 0  | 13 | 19    |

### Résumé du match
- Premier quart-temps :
  - ATL : Field goal de Morten Andersen de 32 yards, 9:35 : Broncos 0 - Falcons 3
  - DEN : Touchdown de Howard Griffith, course de 1 yard (transformation de Jason Elam), 3:55 : Broncos 7 - Falcons 3
- Deuxième quart-temps :
  - DEN : Field goal de Jason Elam de 26 yards, 9:17 : Broncos 10 - Falcons 3
  - DEN : Touchdown de Rod Smith par John Elway de 80 yards (transformation de Jason Elam), 4:54 : Broncos 17 - Falcons 3
  - ATL : Field goal de Morten Andersen de 28 yards, 2:25 : Broncos 17 - Falcons 6
- Troisième quart-temps :
- Quatrième quart-temps :
  - DEN : Touchdown de Howard Griffith, course de 1 yard (transformation de Jason Elam), 14:56 : Broncos 24 - Falcons 6
  - DEN : Touchdown de John Elway, course de 3 yards (transformation de Jason Elam), 11:20 : Broncos 31 - Falcons 6
  - ATL : Touchdown de Tim Dwight, retour de kickoff de 94 yards (transformation de Morten Andersen), 11:01 : Broncos 31 - Falcons 13
  - DEN : Field goal de Jason Elam de 37 yards, 7:08 : Broncos 34 - Falcons 13
  - ATL : Touchdown de Terance Mathis par Chris Chandler de 3 yards (transformation de 2 points manquée), 2:04 : Broncos 34 - Falcons 19

## Titulaires
| Denver            | Postes | Atlanta           |
| ----------------- | ------ | ----------------- |
| Attaque           |        |                   |
| Rod Smith         | WR     | Tony Martin       |
| Tony Jones        | LT     | Bob Whitfield     |
| Mark Schlereth    | LG     | Calvin Collins    |
| Tom Nalen         | C      | Robbie Tobeck     |
| Dan Neil          | RG     | Gene Williams     |
| Harry Swayne      | RT     | Ephraim Salaam    |
| Shannon Sharpe    | TE     | O.J. Santiago     |
| Ed McCaffrey      | WR     | Terance Mathis    |
| John Elway        | QB     | Chris Chandler    |
| Terrell Davis     | RB     | Jamal Anderson    |
| Howard Griffith   | FB     | Brian Kozlowski   |
| Défense           |        |                   |
| Harald Hasselbach | DE     | Lester Archambeau |
| Keith Traylor     | DT     | Travis Hall       |
| Trevor Pryce      | DT     | Shane Dronett     |
| Maa Tanuvasa      | DE     | Chuck Smith       |
| John Mobley       | LB     | Cornelius Bennett |
| Glenn Cadrez      | LB     | Jessie Tuggle     |
| Bill Romanowski   | LB     | Henri Crockett    |
| Ray Crockett      | CB     | Ray Buchanan      |
| Darrien Gordon    | CB     | Michael Booker    |
| Tyrone Braxton    | SS     | William White     |
| Steve Atwater     | FS     | Eugene Robinson   |